# Doctrine Volcker
La doctrine Volcker est un ensemble de doctrines économiques proposées par Paul Volcker, nommé le 6 août 1979 président du Conseil des gouverneurs de la Réserve fédérale des États-Unis.
La doctrine Volcker signifie principalement que les institutions internationales doivent soumettre les États débiteurs qui demandent des prêts à des conditions de mise en ordre de leurs finances publiques et de leurs politiques économiques. Elle ne doit pas être confondue avec le choc Volcker imposé en 1979-1982 pour casser l'inflation après le second choc pétrolier ni avec la règle Volcker de juillet 2010, qui a réformé le système bancaire américain afin de limiter les investissements spéculatifs des banques et les conflits d'intérêts, même si les trois ont été l'oeuvre du même banquier central.

## Concept

### Doctrine Volcker et économie internationale
La doctrine Volcker est une doctrine économique proposée par Paul Volcker, économiste américain et président de la Réserve fédérale des États-Unis. Cette doctrine vise à assurer que les prêts accordés par les organisations multilatérales à des pays pauvres soient utilisés par des pays qui ont mis en ordre leur propre économie.
La règle a été imposée à une époque où l'augmentation des taux d'intérêt, dans les années 1970, a considérablement accru le coût du service de la dette par les États sud-américains.

### Doctrine Volcker et économie domestique
Le sens de la doctrine a ensuite été élargi aux affaires économiques domestiques. Un État qui exigerait de son système bancaire des réformes en échange de prêts ou d'aides économiques applique la doctrine Volcker. Le Troubled Asset Relief Program du président des États-Unis Barack Obama a ainsi été considéré comme relevant de la doctrine Volcker.

### Doctrine Volcker et économie monétaire
La doctrine Volcker a aussi été utilisée dans le domaine de l'économie monétaire. Comme dirigeant de la Réserve fédérale dans les années 1970, Paul Volcker a dû faire face à la hausse de l'inflation. A été appelée doctrine Volcker la méthode qu'il a utilisée pour réduire l'inflation, à savoir une hausse drastique des taux directeurs afin de renchérir le coût de la monnaie, des prêts, et réduire la création monétaire des banques (choc Volcker).

## Débats et critiques
Cette doctrine a été critiquée par plusieurs chercheurs en ce qu'elle a pu être utilisée de manière autoritaire. Ainsi, les pays récalcitrants ont pu être menacés de sanctions telles que des arrêts de crédits, ou la saisie d'actifs étrangers.